# Урвань (Нижегородская область)
Урва́нь — деревня в Ардатовском районе Нижегородской области Россия. Ранее входила в состав упраздненного Котовского сельсовета. В данный момент входит в состав городского поселения рабочего поселка Ардатов.

## Этимология
Название деревни, вероятно, происходит от эрзянской основы урьва — «сноха», причём чаще так говорят о нелюбимой снохе. Вероятно, имелось в виду место, куда переехал сын со своей, нелюбимой отцом сына, женой.

## История
О времени и обстоятельствах возникновения деревни среди местных жителей существуют две легенды.
Согласно первой, в районе деревни проходили войска Ивана Грозного, идущего на татар. Тогда же в XVI в. и образовалась деревня. По другой версии, деревню организовали пчеловоды из муромского с. Урвань. По преданию, первоначально они разместились на левом берегу реки. А затем с левого берега, который заливало весной, жители переселились на правый.
В середине XIX в. деревня была расположена при речках Самондае и Ужовке, в семи верстах от р. п. Ардатова, к западу от проселочной дороги, соединявшей Ардатов с почтовым трактом Арзамас — Муром. Деревня Урвань относилась ко второму стану Ардатовского уезда Нижегородской губернии.

В 1859 г. в деревне было зафиксировано 43 двора, 144 души мужского пола и 168 душ женского пола. Деревня крепостного права не знала, ее жители находились в ведении удельного ведомства. Земли в деревне, так же как и в соседних селениях Ужовке, Котовке, Леметь, были песчаными. Урожай редко превышал сам — три. По рассказам стариков, сеяли рожь, овес, гречиху, лен, коноплю. В деревне были две ветряные мельницы. Одну из них то ли в 1942 г., то ли в 1943 г. зажгло грозой. Жители деревни в середине XIX в. не были названы в числе кустарей, специализировавшихся на каком -либо промысле. Впрочем, один «промысел» в Урвани был все-таки развит. О нем рассказывал В. Г. Тараканов: 
«И еще население деревни занималось воровством. Ездили воровать в другие населенные пункты района. Воровали и друг у друга. По рассказам старых людей, однажды в деревне был собран сход. На этом сходе решили убить троих за воровство. Были убиты без суда и следствия безменом по голове. Фамилия одного из них Бакин, двух других-не знаю. Строго обращались жители с теми, кто воровал».
Многие жители деревни нанимались работать к барину за три километра в Гуськой. Жители деревни были прихожанами Ильинской церкви в г. Ардатове. Были в деревне и староверы. Последними из них в Урвани считались Михайловы.
В начале XX в. деревня входила в состав Котовской волости Ардатовского уезда Нижегородской губернии.
В 1910 г. в деревне числилось 83 двора, составлявших одно крестьянское общество. В Урвани действовала школа — земское начальное народное училище. Старожилы утверждают, что построена она была в 1911 г. В школу детям гуськовский барин приносил подарки. В ней обучались дети всех жителей деревни.
В 1912 г. в д. Урвани было 82 двора, проживало 463 жителя. Крестьяне деревни держали 577 голов домашнего скота.
В 1914 г. в деревне было безвластие.
В 1917 г. была установлена советская власть мирным путем. Были и активисты, но фамилии их неизвестны.
годы Гражданской войны военных действий в деревне не велось.
Коллективизация в деревне прошла в 1933 г. Затем, примерно в 1952 г., колхоз д. Урвани объединился с гуськовским колхозом, а в 1969 г. вошел в состав совхоза «Котовский». После войны в деревне еще было население. Была и молодежь.
В 1958 г. построили клуб, ферму. Но от районного центра деревня расположена далеко, дороги не было. И молодежь постепенно разъезжалась, да и деревня была объявлена неперспективной. После того как жители разъехались, осталось много свободных участков земли. Их заняла молодежь с. Котовка.
В 1986 г. была закрыта начальная школа.
По данным обследования 1978 г., в селе числилось 50 дворов, проживало 153 человека (65 мужского и 88 женского пола).
В 1988 г. деревня была переведена в подсобное хозяйство ардатовского «Агропромхима». В деревне проложили асфальт. Из района в деревню пустили рейсовый автобус. Была построена пилорама. Летом 1993 г. пилораму зажгло грозой.
К 1992 г. число дворов сократилось до 27, в селе остался 51 человек. В настоящее время в деревне проживает в основном население пенсионного возраста, трудоспособного населения 15-16 человек, учащихся нет, остальные — пенсионеры. Перспектив на будущее деревни нет.

## Географическое положение
Деревня Урвань находится на юго-западе Нижегородской области России, на правом берегу реки Ужовки. Административный центр муниципального округа Ардатов находится в 9 км к юго-востоку от Урвани. Деревня соединена просёлочными дорогами на северо-западе с посёлком Лесозавод (расстояние 9 км), на севере — с деревней Новолей (3 км), на северо-востоке — с селом Котовкой (3 км), юго-востоке — с покинутым селом Сосновкой (6 км) и бывшим посёлком Гуським (3 км), на юго-западе — с селом Дубовкой (5 км). В северо-восточной части деревни имеется озеро, сама она окружена со всех сторон, кроме юго-восточной, лиственными лесами. Высота над уровнем моря около 145 метров.
Деревня Урвань, как и вся Нижегородская область, находится в часовой зоне МСК (московское время). Смещение применяемого времени относительно UTC составляет +3:00.

## Административная принадлежность
Деревня Урвань входит в состав административно-территориального образования Рабочий посёлок Ардатов Ардатовского муниципального округа Нижегородской области Российской Федерации.

## Климат
Деревня находится в зоне умеренно-континентального климата, который характеризуется холодной продолжительной зимой и тёплым, но достаточно коротким летом. За год выпадает в среднем 450—550 мм осадков, из них 68 % — в виде дождя и 32 % — в виде снега. Среднегодовая относительная влажность воздуха — 76 %. Снежный покров достигает 50 см, а в особо снежные зимы может достигать одного метра и более.
Весна приходит резко, обычно к середине апреля, при этом вплоть до середины мая нередки заморозки. Лето сравнительно короткое и достаточно жаркое — в отдельные годы температура может достигать 36 °C. Шапка лета приходится на июль. В конце весны и лета нередки грозы — их может случаться до 20 за год, почти каждый год выпадает град. Осень приходит в сентябре и стоит до начала ноября, но уже в сентябре нередки заморозки. Зима наступает в начале ноября и продолжается до середины марта. Обычно первый снег выпадает в октябре и держится в течение пяти месяцев, сходит к 10—15 апреля. Почва промерзает на глубину 70—90 см.
Вегетационный период составляет 189 дней, продолжительность безморозного периода — 137 дней.

## Население
| Численность населения | Численность населения | Численность населения | Численность населения | Численность населения | Численность населения | Численность населения | Численность населения | Численность населения |
| 1859                  | 1912                  | 1916                  | 1978                  | 1992                  | 1999                  | 2002                  | 2010                  | 2021                  |
| --------------------- | --------------------- | --------------------- | --------------------- | --------------------- | --------------------- | --------------------- | --------------------- | --------------------- |
| 312                   | ↗463                  | ↗502                  | ↘153                  | ↘51                   | ↘49                   | ↘43                   | ↘19                   | ↘13                   |

## Инфраструктура
В деревне единственная улица 1 Мая.